# 米歇爾峰
76°25′S 147°22′W / 76.417°S 147.367°W
米歇爾峰（英語：Mitchell Peak）是南極洲的山峰，位於瑪麗伯德地的蓋斯特半島南部，處於比查爾峰以西24公里，該山峰在1929年12月5日由美國探險隊發現，以數學家命名。